# 浅草〆香
浅草 〆香（あさくさ しめか、1911年（明治44年）5月7日-1997年（平成9年）1月20日）は昭和期の芸者歌手。本名は大竹ハルイ。

## 経歴
1911年(明治44年)5月7日、新潟県沼垂町で生まれる。家業が傾いたため福島県会津で芸者となったが、新潟に戻り15歳の6月、芸者置屋「村上家」から「〆香」と名乗って再び芸者になる。その後、新潟村上家〆香の名でコロムビアやリーガルなどで新潟県民謡を吹き込む。映画監督の斎藤寅次郎や小津安二郎らに見出され、1933年（昭和8年）、浅草〆香の名でポリドールから「柳の新潟」「雨の大川端」でデビュー。「東海の顔役」、「流れ三味線」、「大陸夫婦囃子」、「梅雨小袖昔八丈」などを吹き込む。特に1936年（昭和11年）に発売した「会津磐梯山」は全国的な大ヒットとなった。同時に、「鈴銅の家」を離れて、浅草花街に芸妓置屋「春竹」を設け、女将になった。「春竹」という名前は〆香の本名「竹中ハルイ」から付けたものである。1942年（昭和17年）、ポリドールとの専属契約を解消。1950年（昭和25年）には、東海林太郎、渡辺はま子に続く、戦後の海外公演の第3陣として松平晃らとブラジル公演を行う。帰国後は、タイヘイレコード・マーキュリーレコードの専属歌手となった。一時引退するが、晩年は哥澤の名取「芝〆香」として浅草で暮らす。1997年（平成9年）1月20日、死去。享年85。
〆香は「東海の顔役」などといった流行歌のヒットも残したが、小唄勝太郎と同じく生まれ故郷の新潟県の民謡をレコードに吹き込み、紹介したという功績が大きい。勝太郎や市丸と同じく美しい高音と繊細な節回しが魅力で、「佐渡おけさ」をはじめ「越後追分」「新潟おけさ」「三階節」などを座敷唄調に唄ったレコードを残した。今では有名なこれらの唄は、勝太郎、〆香、村田文蔵などのレコードによって初めて広く知られたものである。

## 代表曲
- 『柳の新潟』
- 『雨の大川端』
- 『東海の顔役』
- 『流れ三味線』1937年（昭和12年）7月
- 『大陸夫婦囃子』
- 『梅雨小袖昔八丈』
- 『会津磐梯山』